# Dorfkirche Schmargendorf (Angermünde)

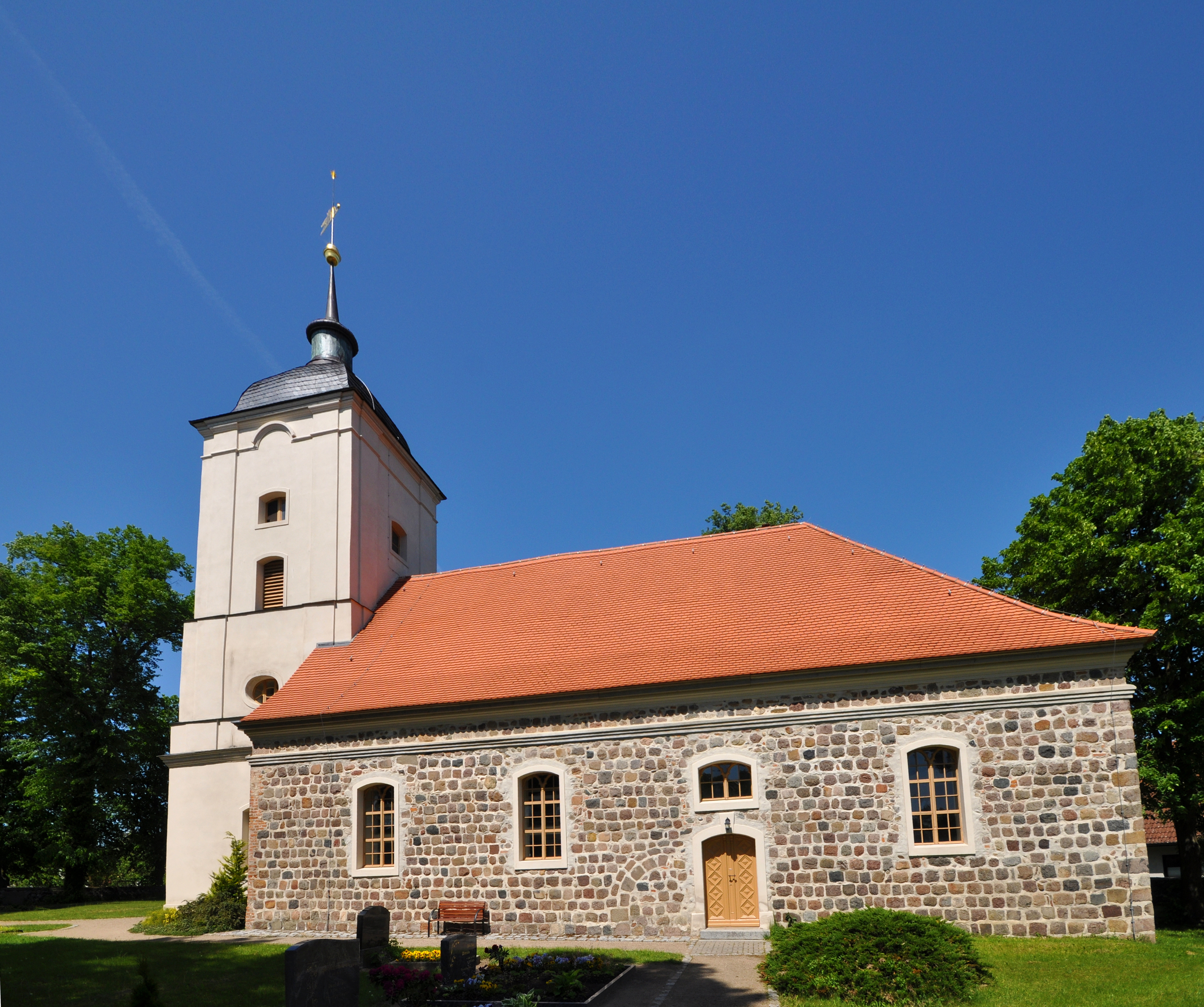
Dorfkirche Schmargendorf

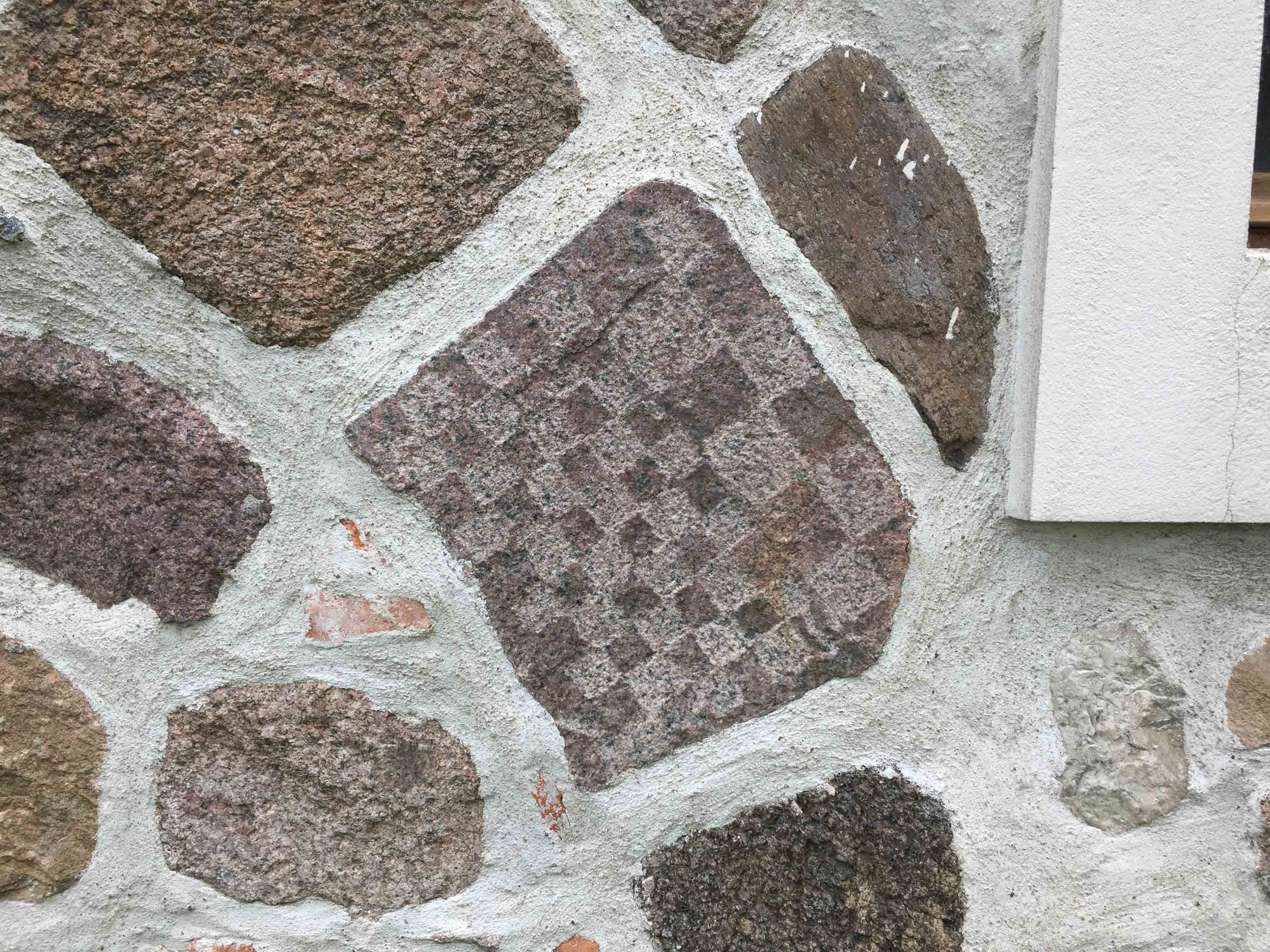
Schachbrettstein

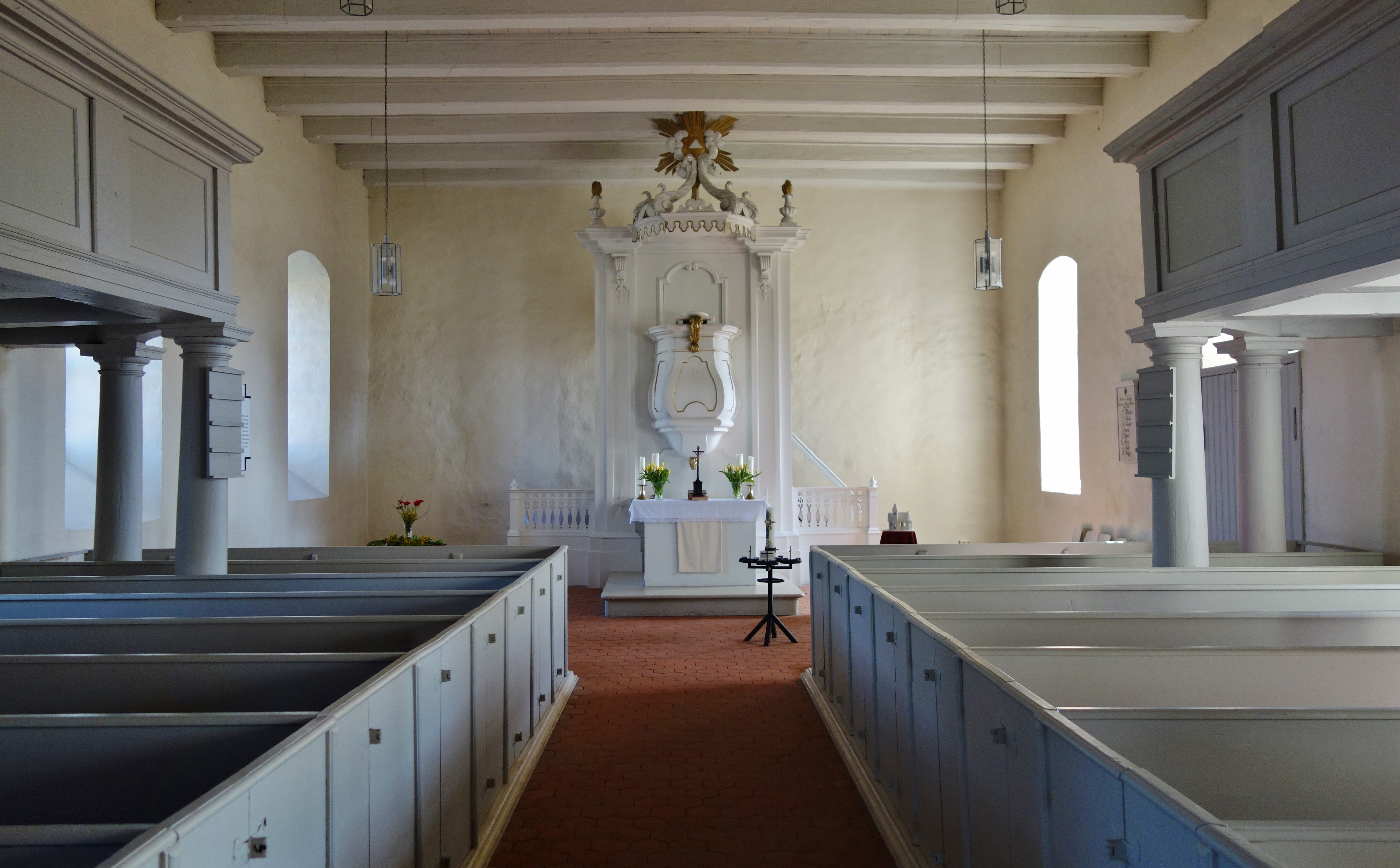
Innenansicht nach Osten

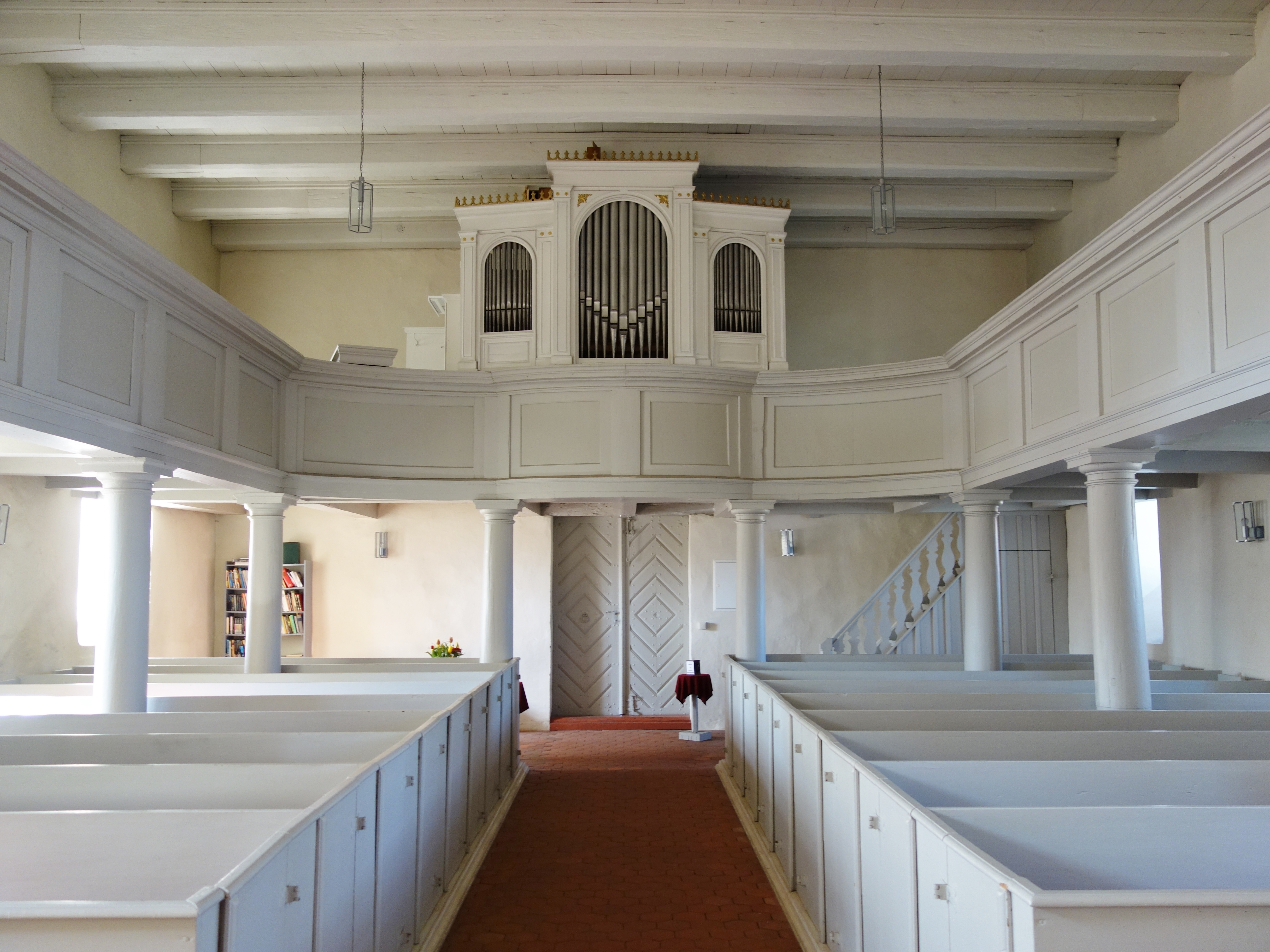
Innenansicht nach Westen

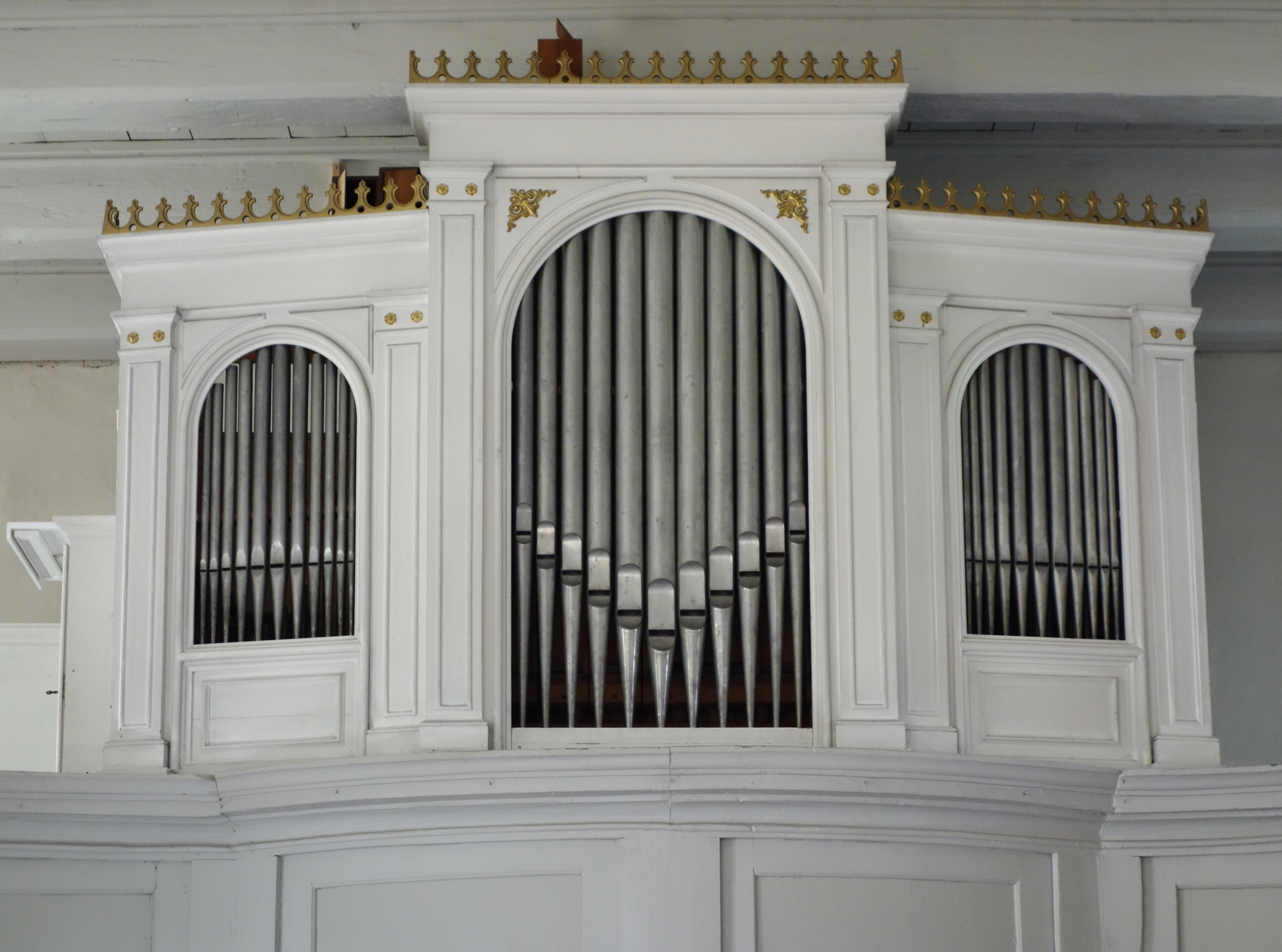
Orgel

Die evangelische Dorfkirche Schmargendorf ist eine gotische Saalkirche im Ortsteil Schmargendorf von Angermünde im Landkreis Uckermark in Brandenburg. Sie gehört zum Pfarrsprengel Brodowin-Chorin im Kirchenkreis Barnim der Evangelischen Kirche Berlin-Brandenburg-schlesische Oberlausitz.

## Umgebung
Die Kirche steht leicht erhöht und von Lindenbäumen umgeben auf dem großen dreieckigen Dorfanger. Den Kirchhof umschließt eine im Norden abgerundet verlaufende Feldsteinmauer. Erneuerte Tore mit Ziegelpfosten befinden sich im Norden, Westen und Süden. Vor der Westseite steht das Gefallenendenkmal, gestaltet vom Bildhauer Gustav Borsdorf aus Eberswalde und 1920 enthüllt; der ursprüngliche Adleraufsatz fehlt, die Inschrift wurde 1995 verändert in »Die Toten mahnen«.
Schmargendorf war über Jahrhunderte, vermutlich seit der Wiederbesiedlung des Ortes, Tochterkirche von Herzsprung; heute wird es von Brodowin-Chorin betreut. Im Mittelalter gehörte der Ort zur Sedes Angermünde im Bistum Brandenburg, später zur Inspektion oder Superintendentur Angermünde.
Schmargendorf war mit vier Pfarrhufen ausgestattet. Das Patronatsrecht hatte die Landesherrschaft, wahrgenommen wurde es bis 1577 vom Schloss und Amt Angermünde, danach vom Amt Chorin, 1837–1945 königlich-staatlich. Seit 1691 wurde die Kirche auch von der französisch-reformierten Gemeinde genutzt.

## Baugeschichte
Der Rechtecksaal stammt aus der zweiten Hälfte des 13. Jahrhunderts. Da das Dorf vor 1447 wüst fiel, dürfte auch die Kirche in Verfall geraten sein. Nach der Mitte des 16. Jahrhunderts muss es mit der Neubesiedlung des Ortes auch zur Wiederherstellung der Kirche gekommen sein. Was damals baulich geschah, ist jedoch unbekannt. Im Jahr 1687 ist von der Baufälligkeit der Kirche die Rede. Im Zuge eines durchgreifenden Umbaus erhielt sie in den 1740er Jahren das Aussehen einer typischen friderizianischen Landkirche. Das neue Dach mit östlicher Abwalmung entstand nach dendrochronologischer Datierung im Jahr 1742 (d). Auf der Westseite wurde ein barocker Turm angefügt. Nach der Turmknopfurkunde vom 16. September 1745 wurde die schadhafte Kirche auf Veranlassung des Amtes Chorin repariert und der ebenfalls schadhafte alte Turm durch einen Neubau ersetzt. Zugunsten der einheitlichen Neugestaltung und der Emporeneinbauten im Inneren wurden die alten Öffnungen zugesetzt. Durch die neuen großen Flachbogenöffnungen, das Gurtgesims unter der Traufe und den Verputz ließ sich der mittelalterliche Ursprung der Kirche nun nicht mehr erkennen.
Nach diesem grundlegenden Umbau erfolgten im 19. und 20. Jahrhundert zahlreiche kleinere Reparaturarbeiten: Unter anderem wurden 1798 der obere Teil des Turms neu verkupfert und die Haube mit Schiefer ausgebessert, 1823/24 das Dach neu gedeckt, die Dielung im Inneren ausgetauscht sowie Putz, Gesims und Aufsatz des Turms repariert, 1856 erhielt der Turm eine Schieferdeckung und eine neue Turmbekrönung. 1859 erfolgte eine Schwammsanierung, außerdem wurden Fenster sowie Außenputz und Innenanstrich erneuert.
In den Jahren 1884 und 1908 wurden nochmals Putz- und Anstricharbeiten am Kirchenäußeren vorgenommen. Im Zuge einer Kirchenrenovierung 1961 wurde unter der Empore eine Winterkirche eingebaut. Damals zeigte sich die Kirche im Äußeren bereits wieder weitgehend ohne Verputz. 1999 erfolgte die Restaurierung der Turmbekrönung. Eine grundlegende Sanierung erfuhr die durch Schwammbefall geschädigte Kirche 2004/05 unter Leitung des Planungsbüros ALV Angermünde. Dabei wurden Dachwerk, Deckenbalken, Mauerkronen, Fenster, Faschen und Traufgesimse sowie der Turm instand gesetzt, die Dachdeckung erneuert, im Untergeschoss des Turms eine Toilette und Teeküche eingebaut, die Winterkirche beseitigt und das Innere renoviert (Raumfassung, Einbauten, Fußboden).

## Beschreibung
Durch den Verlust des Putzes im mittleren 20. Jahrhundert zeigt die Kirche heute äußerlich ein zwitterhaftes Erscheinungsbild. Während der eingezogene Westturm mit Putzgliederung und geschweiftem Helm, das abgewalmte Schiffsdach, die profilierte Gesimszone unter der Traufe und die großen flachbogigen Öffnungen auf die Ausbauphase der 1740er Jahre zurückgehen, erinnert das freiliegende Feldsteinmauerwerk an den mittelalterlichen Kern des Baus. Mit den nun sichtbaren späteren Flickstellen und vermauerten Portalen widerspricht das jetzige Erscheinungsbild dem Zustand nach dem barocken Umbau. Andererseits fehlen zum Verständnis der frühgotischen Kirche die ursprünglichen Giebel und Fensteröffnungen.
Der einfache, 21,2 × 11,8 m große Saalbau hat einen etwas verzogenen Grundriss; die Ostmauer verläuft leicht schräg. Zusammen mit dem eingezogenen quadratischen Turm ergibt sich eine Gesamtlänge von 26,65 m. Der mittelalterliche Bau besteht aus quaderartigem, sockellosem Feldsteinmauerwerk. Sorgfältiger sind die Eckquader bearbeitet, die zumeist den übrigen Steinlagen entsprechen. Unregelmäßigkeiten im Osten der Nordseite weisen auf einen dort ehemals vorhandenen Sakristeianbau.
Veränderungen der Umfassungsmauern erfolgten im Zuge des barocken Umbaus vor allem unter der Traufe, auf der Westseite beim Anschluss des Turms und im Bereich der neu eingebrochenen Fenster; außerdem wurden die westlichen Ecken in Ziegeln erneuert. Seither gibt es auf beiden Längsseiten vier große Flachbogenfenster mit Putzfaschen. Das dritte von Westen auf der Südseite ist verkürzt, da sich darunter eine ebenfalls flachbogige Eingangstür befindet (die kassettierten Türblätter entstanden nach Mitte 19. Jahrhunderts). Den oberen Abschluss bilden ein profiliertes Traufgesims und ein darunter umlaufendes getrepptes Gurtgesims. Von den vermauerten mittelalterlichen Öffnungen erkennbar sind die drei lanzettförmigen Fenster in der Ostwand, deren Bögen beseitigt sind, sowie die Spitzbogenportale der Längsseiten, die beide mit Scheitelstein und äußerer Bogenbegleitschicht versehen sind. Das Südportal liegt in der Mitte (die rechte Laibung wird vom barocken Eingang geschnitten); das Nordportal östlich des westlichen Fensters; bemerkenswert ist hier der Schachbrettstein auf der rechten Seite des inneren Bogens mit einem Muster aus zwei unterschiedlichen Quadratgrößen.
Ein weiterer ornamentierter Stein an der Südwestecke ist unterhalb der Traufe sekundär eingemauert und teilweise beschädigt. Er zeigt auf der rechten Seite das übliche Schachbrettmuster, links dagegen eine seltene Verzierung aus Sechsecken mit ausgesparten Dreiecken, Rhomben und Zackenmuster.
Der 30 m hohe Westturm mit drei leicht zurückspringenden Geschossen besteht aus
Mischmauerwerk (Feldstein und Ziegel). Sein Äußeres ist verputzt und mit schlichter barocker Gliederung durch Gesimse und Lisenen versehen; im mittleren Geschoss Ochsenaugenfenster, im oberen flachbogige Schallluken und darüber kleine Flachbogenfenster. Den Abschluss bildet eine geschweifte, mit Schiefer gedeckte Haube, ein kleiner trommelförmiger verkupferter Aufsatz und eine zierliche Spitze; darauf Kugel, Wetterfahne (1999 erneuert) mit Jahreszahl »1745« und Initialen »FR« (Fridericus Rex) sowie kleine Krone.
Das Kircheninnere ist mit Holzbalkendecke und durchgehendem Fußboden aus sechsseitigen Ziegelplatten (19./20. Jahrhundert) ausgeführt; der Chorbereich nicht abgesetzt. Die Wände und Einrichtung sind in hellen Weiß-, Beige- und Grautönen gefasst. Die Holzfenster mit Mittelpfosten und neogotischem Maßwerk stammen zumeist von 1859 (im kleinen Fenster über dem Südportal findet sich die Inschrift „R Behs Glasergesell gebürtigt aus Danzig – Angermünde d. 23. July 1859“). Im westlichen Teil des Kirchenraums wurde um 1745 über toskanischen Holzsäulen eine barocke, hufeisenförmige Empore eingebaut; die Brüstung ist mit einfacher Rechteckfelderung an den Ecken konkav einschwingend, im Mittelteil vorgewölbt. Der Treppenaufgang ist mit geschwungenen, ausgesägten Brettbalustern versehen. Zeitgleich wurde wohl auch das einfache, in zwei Blöcken angeordnete Kastengestühl eingebaut, das 1882 teilweise verändert wurde; im Westteil, wo sich zeitweilig eine Winterkirche befand, ist es reduziert. Der Zugang zum Kirchenraum erfolgt durch das Westportal im Turm und den im Turm liegenden Vorraum mit Holzbalkendecke und Fußbodenbelag aus Normalziegeln. Hinter Wandpaneelen in barocken und neogotischen Formen sind seit 2005 geschickt je eine Teeküche und Toilette verborgen.
Eine aufgedoppelte, zweiflügelige barocke Tür mit Rautenmuster führt in den Kirchsaal. Über dem Schiff sind verzapfte Dachkonstruktion des 18. Jahrhunderts mit liegendem Stuhl und Windverband aus Andreaskreuzen eingebaut.

## Ausstattung
Der Kanzelaltar ist mit einem verbretterten Altarblock versehen. Der hohe und schlanke hölzerne Aufbau stammt vermutlich von 1745 und wurde nach einer Inschrift 1859 renoviert. Das Innere trägt einen weißen Anstrich und ist zurückhaltend akzentuierend vergoldet. Die rahmenden seitlichen Pilaster sind mit dem profilierten Gebälk verkröpft, darauf steht seitlich je eine geflammte Vase.
Der geschweifte Kanzelkorb ist mit Blendfeldern und kräftigem Gesims gestaltet, der Schalldeckel mit Lambrequins, bekrönt von vergoldeter Strahlengloriole über freien, reich verzierten Konsolbügeln mit Akanthusschnitzwerk. Beidseitig des Altaraufbaus sind Brettbalusterbrüstungen angebracht. In der Kanzel ist der barocke Klappsitz mit geschwungenem Standbein erhalten. Das Altarkruzifix aus Eisenguss der ersten Hälfte des 19. Jahrhunderts stammt vermutlich aus der Königlichen Eisengießerei Berlin. Über gestuftem Sockel befindet sich ein Podest, daran die Büstenreliefs von vier Aposteln nach Modellen von Leonhard Posch (um 1818), darüber ein einfaches Kreuz mit vergoldetem Corpus.
Die Orgel ist ein Werk von Wilhelm Remler & Sohn aus Berlin aus den Jahren 1880/81 mit zehn Registern auf einem Manual und Pedal. Eine Instandsetzung erfolgte in den Jahren 2010/11 durch die Eberswalder Orgelbauwerkstatt Harry Sander und Andreas Mähnert. Die Orgel ist ein besonders wertvolles und hochgeschätztes, weitgehend im originalen Zustand bewahrtes Instrument; die Prospektpfeifen aus Zinn sind noch vorhanden, da sie im Ersten Weltkrieg nicht abgegeben wurden.
Die mechanische Schleifladenorgel mit Magazinbalg hat einen dreiteiligen Prospekt mit erhöhtem Mittelteil und abgewinkelten Seiten, die jeweils mit Rundbogen zwischen Pilastern geschlossen sind; auf dem Gebälk sind Krabben angeordnet.
Ein Standleuchter-Paar in Bronzeguss stammt aus der zweiten Hälfte des 17. oder vom Anfang des 18. Jahrhunderts und besteht aus einem runden Schaft über einem hohen profiliertem Fuß mit flachem Knauf und ausladendem Lichtteller.
Eine Gedenktafel für die Gefallenen aus den Jahren 1813/15 ist als einfache rechteckige Holztafel mit abschließendem Gesims und Inschrift ausgeführt. Die Glocke wurde inschriftlich 1604 von Rolof und Friedrich Klassen aus Stettin mit Gießerzeichen aus Bronze gegossen und hat einen Durchmesser von 78,5 cm. An der Schulter sind vier Schriftbänder zwischen fünf Stegen, eingerahmt von feinem Lilienfries oder Ornamentfries mit Trauben angebracht. Eine zweite, 1718 von W. Schubzin aus Berlin gegossene Glocke wurde 1917 abgeliefert.

## Würdigung
Die einschließlich ihrer inneren Einrichtung gut erhaltene Schmargendorfer Kirche ist ein charakteristisches Beispiel für die typenhafte Neugestaltung unter landesherrlichem Patronat im 18. Jahrhundert. Diese geschah so eingreifend, dass der Bau trotz Einbeziehung der mittelalterlichen Umfassungsmauern den Charakter einer friderizianischen Landkirche erhielt. Von der Ausstattung  ist neben dem Kanzelaltar das barocke Ensemble aus anmutig geschwungener, beidseitig vorgezogener Westempore und Gemeindegestühl hervorzuheben. Nach der letzten Sanierung ist die Qualität des schlichten, aber ansprechend gestalteten Innenraums wieder erlebbar. Durch den Standort auf der dreieckigen Platzerweiterung ist die Dorfkirche aus drei Richtungen ein wichtiger Blickpunkt innerhalb des Ortes und mit ihrem barocken Turm auch aus der Ferne wirksam. Die feldsteinernen Umfassungsmauern des 13. Jahrhunderts sind das älteste in Schmargendorf erhaltene Bauwerk. Eine Besonderheit sind die beiden aus dieser Zeit bewahrten Schachbrettsteine (ähnlich wie in den Kirchen von Dobberzin, Schöneberg und Schönermark). Bis heute ist die Deutung dieser hauptsächlich in der Niederlausitz, dem brandenburgischen und pommerschen Oderraum sowie Teilen Skandinaviens verbreiteten, mit eingemeißelten Mustern versehenen Steine nicht geklärt. Neben einer apotropäischen Funktion wäre auch denkbar, dass es sich um Zeichen der ausführenden Baumeister oder um eine Art von Gesellenstück handelt.